# Josephine Chaplin
Josephine Hannah Chaplin (Santa Monica, Califòrnia, 28 de març de 1949 - París, França, 13 de juliol de 2023) fou una actriu estatunidenca. Chaplin va interpretar el rol de May a Els contes de Canterbury el 1972, pel·lícula dirigida per Pier Paolo Pasolini.
Era filla de l'actor Charlie Chaplin i la seva quarta muller, Oona O'Neill, una actriu britànica. La seva germana és l'actriu Geraldine Chaplin.